# Manuel Plácido Maneiro
Manuel Plácido Maneiro (Pampatar, 4 de mayo de 1759-Pampatar, 1814) fue un político, comerciante y prócer de la independencia de Venezuela.

## Vida
Hijo de padres comerciantes vinculados a la actividad de la navegación y la pesca, Manuel Plácido Maneiro fue diputado al primer Congreso Nacional de Venezuela de 1811 y unos de los firmantes del acta de independencia a nombre de la provincia de Margarita al haber ido y oído mientras trabajaba en Caracas sobre esta acta, en enero de 1812 el generalísimo Francisco de Miranda lo designó Gobernador de Margarita.

### Muerte
Al caer la primera República en 1812, fue apresado y recluido en las bóvedas de La Guaira. Maneiro muere hacia fines de 1814 en la isla de Margarita actual Estado Nueva Esparta.